# Caroline Brun
Pour les articles homonymes, voir Brun.
Caroline Brun, née le 11 juin 1960 à Paris, est journaliste. Après avoir travaillé pour de nombreux titres de presse écrite et collaboré à divers médias audiovisuels, elle a monté une agence de presse, Agence Forum News, qui a été agréée par la Commission paritaire des publications et agences de presse en décembre 2011.

## Biographie
Caroline Brun est la fille de Gérard Brun, chef d’entreprise, conseil pour l’industrie pharmaceutique, et de Thérèse Brun, antiquaire. Ses parents sont décédés.

## Formation
Ancienne élève de l’ENS (Ulm-Sèvres), elle est germaniste et agrégée de sciences sociales. Elle a enseigné deux ans à l’université de Paris VII-Jussieu, comme assistante-normalienne. Diplômée de l’Institut français de Presse (Paris II), elle a également enseigné le journalisme à l’Université de Neuchâtel et participe au master « Management des médias » de Sciences Po.

## Carrière
Elle commence sa carrière au Nouvel Economiste, en 1985, sous la direction de Michel Tardieu et Henri Gibier, puis rejoint l’Expansion en 1989 qu’elle quitte en 1991 pour participer au lancement du magazine Capital. Elle y reste 5 ans, puis rejoint Le Parisien dont elle monte le service Économie, en 1996. En 2000, elle quitte le quotidien pour Le Figaro, dont elle devient rédactrice en chef (Société). En 2002, elle retourne au Parisien/Aujourd’hui en France, cette fois pour intégrer la direction de la rédaction. En 2005, elle entre à Europe 1 comme rédactrice en chef et chroniqueuse (« Le billet d’humeur », « Portrait de femmes »).
En 2007, elle quitte Europe 1 et crée une première société, Forum Productions, dont l’objet principal est le conseil éditorial à la presse. Dans ce cadre, elle assure la direction éditoriale du quotidien gratuit Metro. En deux ans, le titre passe de 1 592 000 lecteurs en 2006 à 2 419 000 en 2008. Elle réalise diverses missions de bilan éditorial (presse spécialisée, France-Soir).
En 2011, elle crée une deuxième société, Agence Forum News, spécialisée dans la production d’information et de sujets clé en main pour la presse écrite, audiovisuelle et numérique. Agence Forum news a reçu l’agrément de la Commission Paritaire des Publications et Agences de Presse (CPPAP) en décembre 2011. Elle a notamment pour clients BFM Business et Le Nouvel Observateur. 
Avant son passage à Europe 1, Caroline Brun avait collaboré à divers médias audiovisuels: de la présentation de la revue de presse de France Culture à diverses chroniques pour France Info, France 3, LCI… Elle a également fait partie des polémistes de Canal+ (« En aparté », « Un Café l’addition », présentés par Pascale Clark), de Paris Première (« Cactus », présenté par Géraldine Muhlmann (6)) et intervient sur Direct 8 (« Langue de Bois s’abstenir », de Philippe Labro).
Depuis novembre 2010, elle présente une émission quotidienne sur BFM Business, « Grand Paris ».

## Autres activités
Caroline Brun a écrit des scénarios pour la télévision. Elle est le coauteur d’un épisode de la série Navarro (« Promotion macabre », diffusé sur TF1 en 2000) et du téléfilm « Les Mensonges », réalisé par Fabrice Cazeneuve et diffusé sur France 3 en 2010.
Elle travaille à l’adaptation de son roman « Telle mère, telle fille » (Robert Laffont)

## Publications
- Telle mère, telle fille (ed. Robert Laffont, 2007  (ISBN 978-2-221-10735-5))
- La presse gratuite (avec Joël Morio, ed. Eurostaf, 1991)
- L’irrationnel dans l’entreprise (ed. Balland, 1989  (ISBN 978-2715807594))